# Umbellulifera graeffei
Umbellulifera graeffei är en korallart som först beskrevs av Kükenthal.  Umbellulifera graeffei ingår i släktet Umbellulifera och familjen Nephtheidae. Inga underarter finns listade i Catalogue of Life.